# Francesc Esteve i Soley
Francesc Esteve i Soley (Sabadell, 1932) es un fotógrafo sabadellense.
Se inició en el mundo de la fotografía en 1943, realizando fotografías de todos los actos sociales donde asistía y también haciéndose autorretratos. La mayor parte de su obra se realizó entre los años 50 y los primeros 60, momento en que dejó la fotografía para dedicarse al negocio familiar. Él quería que la fotografía fuera un reflejo de la sociedad de la época, intentando retransmitir la atmósfera del momento. Durante los últimos años se ha dedicado a fotografiar a personajes de Sabadell, realizando más de un millar de fotografías para su muestra en una exposición.

## Premios y reconocimientos
- Premio de la Agrupación Fotográfica de Cataluña.
- Premio de fotografía de Sant Adrià del Besòs.

## Exposiciones
- 2001- Museu d'Art de Sabadell.